# 아들리스빌역
아들리스빌역(독일어: Bahnhof Adliswil)은 스위스 취리히주에 있는 질 계곡 및 아들리스빌 시정촌에 있는 기차역이다. 역은 질탈-취리히-위틀리베르크 철도(SZU)가 운영하는 질탈선에 있다.

## 운행편
역에는 다음과 같은 여객 열차가 운행된다.
- S4 취리히 HB – 아들리스빌 – 랑나우-가티콘 ( – 질발트 ) 
Hourly trains operate between Langnau-Gattikon and Sihlwald.
- SN4 : 취리히 HB – 아들리스빌 – 랑나우-가티콘

역은 펠젠엑 언덕과 알비스 능선으로 연결되는 아들리스빌-펠젠엑 케이블카의 하단 종점에서 도보로 약 400m 떨어져 있다. 파노라마 보도는 SZU의 위틀리베르크선에 있는 위틀리베르크역 위쪽 종점에서 능선을 따라 이어진다.